# Pan maltés
El pan maltés (en maltés, Il-Ħobż tal-Malti) es un pan crujiente de masa madre típico de Malta, generalmente cocido en horno de leña. Como todo pan, se puede comer como acompañamiento de una comida o relleno; se pueden hacer sopas de este pan, es decir, rebanándolo y agregándolo a caldos y potajes. Otra forma típica de consumirlo es con aceite de oliva (Ħobż biż-żejt), para lo que el pan se frota con tomate (como el pa amb tomàquet catalán) o se le unta pasta de tomate, y se le agrega un chorro de aceite. A veces se rellena con atún, aceitunas, alcaparras, cebolla, bigilla o ġbejna.
Qormi es la principal ciudad de Malta donde se elabora el pan maltés, con varias panaderías repartidas en casi todos los rincones. Durante el gobierno de los Caballeros Hospitalarios, se conocía como Casal Fornaro, que significa «ciudad de panaderos». Hoy en día se celebra un festival anual, Lejl f'Casal Fornaro («una noche en Casal Fornaro»), en Qormi el tercer sábado de octubre.

## La función de pan en política maltesa
Algunos de los primeros relatos descriptivos de Malta señalan la dependencia del pan que tenían los habitantes de la isla para sobrevivir. El impacto de la liberalización de la importación de granos por parte del gobierno colonial británico en 1837 y su incapacidad para proporcionar provisiones de alimentos básicos después de la Guerra Mundial, se consideran factores vinculados a los disturbios del Sette Giugno.

## Pan en la lengua maltesa
Hay una serie de expresiones idiomáticas en el idioma maltés relacionadas con el pan como base de la supervivencia.
- Ħobżu maħbuż, «su pan está horneado», para referirse a una persona adinerada.
- Tilef ħobżu, «ha perdido su pan», que la persona ha perdido su trabajo.
- X'ħobż jiekol dan?[7] «¿Qué pan come?», expresión que se dice cuando se pregunta por el carácter de una persona.
- Jeħtieġu bħall-ħobż li jiekol, «lo necesita como su pan de cada día», utilizado cuando una persona tiene una gran necesidad de algo.
- Ħaga li fiha biċċa ħobż ġmielha, «[algo] que proporciona mucho pan», se utiliza para describir un esfuerzo rentable.
- Ma fihiex ħobż, «no obtiene pan», se utiliza para describir una empresa sin fines de lucro.

## Lectura complementaria
- «Hospitaller Period: The Maltese Historical Perspective of Bread». Maypole:Nenu The Artisan Baker. 2012. Archivado desde el original el 17 de febrero de 2016.
- Blouet, Brian (2004), The Story of Malta, Progress Press.
- Buttigieg, Noel (2011). «Is Bread Male or Female? Gender and Power Relations». Proceeding of History Week. Archivado desde el original el 1 de marzo de 2016.
- Más.
- Gatt, Guzi (2008). «Il-Hobz tal-Malti». L-Imnara 9 (32): 35-39.
- Lanfranco, G. (1983). «Tal-Ħobż; l-Għajn tal-Ilma». L-Imnara 2 (7): 43.
- Dwar il-Ħobż f Soyalta / G. Lanfranco. L-Imnara. 4(1991)2=15(29-32)